# Littérature syrienne
La littérature syrienne désigne l'ensemble des pratiques et productions textuelles, orales et écrites, à toute époque, en toute langue, en tout lieu (diasporas comprises, estimées à 15 000 000 de personnes), par des Syriens de tout statut (citoyenneté, résidence, clandestinité, autre) et/ou toute personne revendiquant, au moins partiellement, son appartenance à la culture syrienne. Il s’agit d’abord de littérature contemporaine, principalement en arabe.
La littérature syrienne est ainsi la littérature (écrite comme orale) originaire du pays actuel, appelé officiellement "République Arabe Syrienne" (depuis 1966). Cette littérature est influencée par les littératures des autres pays arabophones, la littérature française et l'histoire politique du pays.

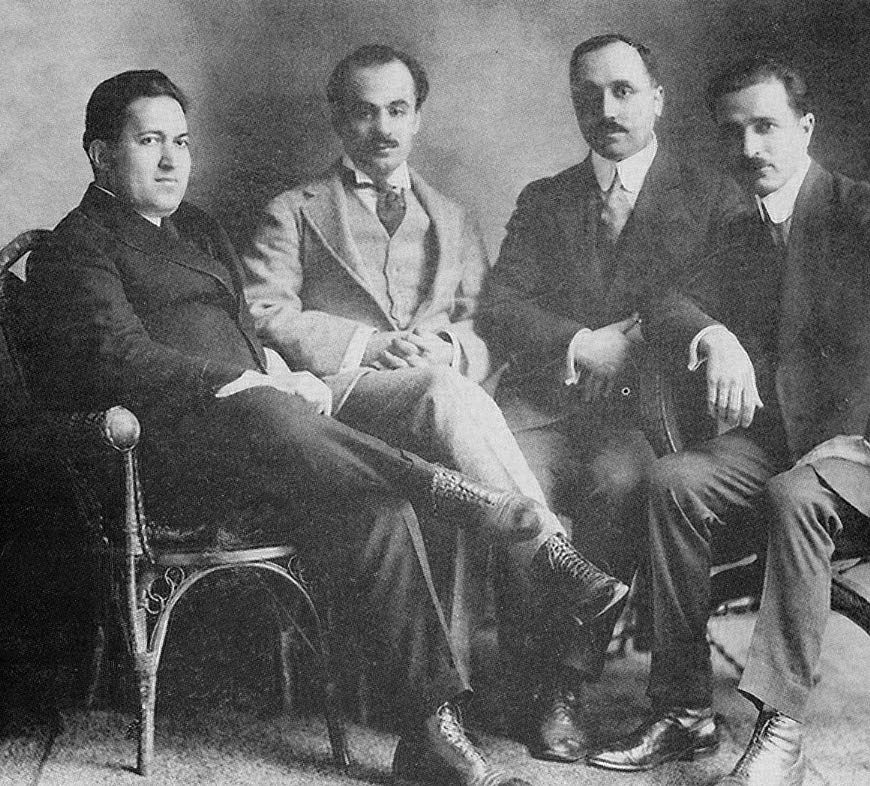
Quatre membres de la Ligue de la plume en 1920 : Nassib Arida, Gibran Khalil Gibran, Abdel-Massih Haddad et Mikhail Naimy.

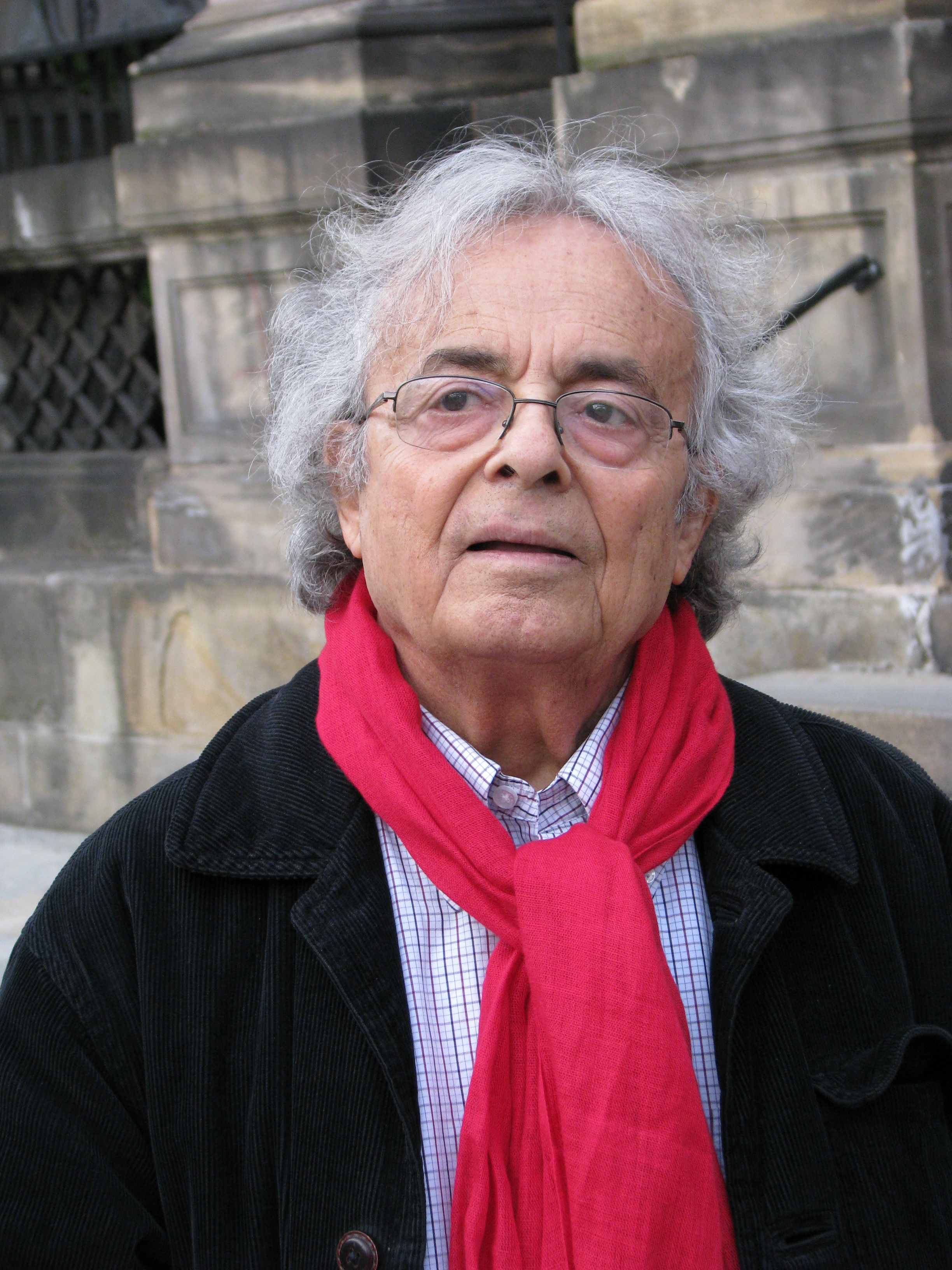
Adonis en 2011.

## XXesiècle
Le déclin  de l’Empire ottoman (1299-1922), en grande partie accentué par l’action des Jeunes-Turcs (1908), bien plus que du Congrès général arabe (1913), entraîne son effondrement (1908-1922) et l'abolition du sultanat ottoman (1922). La position ottomane dans la Première Guerre mondiale (1914-1918), le blocus de l'Empire ottoman (par la Triple-Entente, contre la Triplice puis la Quadruplice), la campagne du Sinaï et de la Palestine (1915-1918), la révolte arabe de 1916-1918, tout concourt à sa chute en 1918-1923. Mais il y a encore la guerre franco-syrienne (1920), la révolte Hananu (en) (région d'Alep, 1920-1921), la campagne de Cilicie (1918-1921), dans le cadre de la guerre d'indépendance turque (1919-1922), et la naissance des Frères musulmans (1928).
Dès 1918, les anciens vilayets du Levant sont déclarés territoires ennemis occupés (1918-1920, TEO). En 1920, le Congrès national syrien (1919-1920) (en) organise le royaume arabe de Syrie (1920). Le traité de Sèvres (1920) établit un mandat français en Syrie et au Liban, un mandat britannique pour la Palestine, un protectorat britannique sur l’Émirat de Transjordanie et un mandat britannique de Mésopotamie.

### Syrie mandataire (1922-1943)
La Syrie moderne, sous  mandat français en Syrie et au Liban (1922-1943) est une Fédération syrienne (1922-1925), composée de six (puis sept) États : État de Damas, État d'Alep, Grand Liban, Sandjak d'Alexandrette (1918-1938) devenant État du Hatay (1938-1939), Territoire des Alaouites (1920-1936), État des Druzes (1921-1936), Djézireh de Syrie (partie de la Haute Mésopotamie, ex-Sandjak de Zor, avec pour chef-lieu la ville de Deir ez-Zor, actuel gouvernorat de Hassaké). La Djézireh (l’Île) est surtout peuplée de semi-nomades kurdes et arabes, et de réfugiés kurdes, arméniens, assyro-chaldéen-syriaques, rescapés des diverses tueries de masse (massacres hamidiens, génocide arménien, génocide assyrien, révoltes kurdes). La Grande révolte syrienne (1925-1927) modifie la situation : État de Syrie (1925-1930), puis République syrienne (1930-1958). La période d'entre-deux-guerres est, comme ailleurs, propice aux nationalismes et aux irrédentismes, dont celui  de la Grande Syrie, avec divers projets d’Union du Croissant fertile, d'où le traité d'indépendance franco-syrien (1936).
La démographie de la Syrie fournit des estimations d'évolution de la population : 1 000 000 (vers 1000), 1 700 000 (1900), 2 368 000 (1936), 3 000 000 (1940), 9 000 000 (1981), 18 000 000 (2004), 21 000 000 (2011). Le pays est encore et toujours multiethnique et multilingue, très majoritairement, arabe, arabophone, musulman : groupes ethniques en Syrie, langues en Syrie, langues de Syrie.
Il existe encore peu de sources accessibles sur l’édition et la diffusion des journaux, magazines et livres à cette époque.
Il est donc difficile de parler de littérature, même s’il est évident que le travail politique, au Congrès national syrien (1919-1920) (en), dans les partis, dans les rues, exige des formes d’intervention (éloquence, rhétorique, diplomatie) et d'argumentation, en performances orales et écrites.
L'influence culturelle française inspire de nombreux auteurs, qui se détournent des formes traditionnelles poétiques.

### Syrie indépendante (1948-1963)
L'indépendance de la Syrie, le départ du dernier soldat étranger en avril 1946, puis la guerre israélo-arabe de 1948-1949, le partage de la Palestine et la création d'Israël provoquent un bouleversement de la société et de la littérature syriennes. Comme ailleurs l'exode des Juifs des pays arabes et musulmans (1942-1947), le pogrom d'Alep (1947) accentue la diaspora des Juifs de Syrie, en particulier aux États-Unis, mais aussi en France (effective au moins depuis la synagogue Beth Meir de Bastia (1934)).
La politique étrangère de la Syrie indépendante s’appuie sur une forme de panarabisme, le socialisme arabe, le socialisme islamique, le  nassérisme, le baasisme. La brève République arabe unie (1958-1961, Égypte-Syrie) est proclamée. Le Parti Baas (1947-1966) (Parti socialiste de la résurrection arabe) laisse espérer de grands changements.
Le roman syrien prend son essor. Contrairement aux autres romanciers arabophones, la narration syrienne est réaliste, aborde les problèmes sociaux et les réformes nécessaires.
Une littérature féminine émerge également, dans un premier temps avec des femmes de lettres issue d'une élite imprégnée de la culture occidentale, qui bénéficient d'un accès à l'enseignement et à la culture, Ulfat Idilbi, Salma Al-Haffar Al-Kouzbari, puis Georgette Hannouche, Ghada al-Samman, Colette Khoury. Les premières ont animé des salons littéraires, participé à des associations et milité pour l'indépendance dans l'entre-deux-guerres, puis ont commencé à publier, entraînant des émules dans les générations suivantes.
Le romancier se voit comme « critique constructif de la société » à l'exemple de Hanna Mineh, le plus notable d'entre eux.

### Syrie baasiste (1963-2011)
À la suite du coup d'État du Parti Baas en 1963, l'état d'urgence est décrété et la censure est réactivée : coup d'État de 1966 en Syrie. Cela oblige ceux qui continuent à s'exprimer tout en résidant sur place à utiliser de moyens détournés pour formuler d'éventuelles critiques, comme l'utilisation de romans historiques ou le réalisme magique du folklore pour critiquer le présent.
Parmi les protestations collectives : Déclaration des 99 (2000), Déclaration des 1000 (2001), Déclaration de Damas (2005), menant au Comité National de Coordination pour un Changement Démocratique (en) (2011, NCC/NCB). Les contestations nées lors du Printemps arabes, en 2011, et dont la répression mènera à la guerre civile syrienne, ont d'ailleurs pour objet au départ de demander la fin de l'état d'urgence, toujours en vigueur après une quarantaine d'années, et la liberté d'expression.

## XXIesiècle
En 2000, la disparition de Hafez el-Assad (1930-2000) amorce une période temporaire de détente politique (surnommée le Printemps de Damas). L'arrivée au pouvoir de Bachar el-Assad (1965-) démarre avec une plus grande liberté d'expression et à nouveau l'organisation de salons littéraires (arabe : منتدى), avant un retour à la censure. Certains écrivains vont profiter de ce moment pour pouvoir s'exprimer sur des sujets jusqu'alors tabous comme :
- la prison[6] par exemple Moustafa Khalifé (1948-) qui a passé 13 ans emprisonné et a écrit sur la détention un texte traduit et publié en France sous le titre La Coquille (Actes Sud, 2007),
- le massacre de Hama (1982), abordé par Khaled Khalifa dans Éloge de la haine (Actes Sud, 2011).

Cependant, si une partie des intellectuels se rallie au régime perçu comme une force modernisatrice (à son installation), les autres sont persécutés ou poussés à l'exil, surtout après mars 2011 comme Aïcha Arnaout, Samar Yazbek, ou publient à l'étranger.
La liste des journaux et magazines en Syrie (en), la liste des éditeurs en Syrie (de), la synthèse des mass média en Syrie (en), sans doute des années 2000-2010, demandent à être régulièrement remis à jour...
Alaa al-Sayed, avocat, historien, gère dans son appartement, depuis près de cinquante ans, une bibliothèque d'environ 35 000 ouvrages, dont deux ou trois milliers interdits sous les Assad.

### Un art difficile et à faible audience
En 1977, Zakaria Tamer disait "dérisoire la force des mots dans un pays analphabète à 70%".
En effet, malgré la multiplication des maisons d'édition - 379 éditeurs répertoriés par le ministère de l'économie en 2004, même si Farouk Mardam-Bey estime ce chiffre "trompeur" et avec une très faible proportion d'éditrices - le lectorat syrien est très faible, outre le taux d'analphabétisme plusieurs raisons peuvent l'expliquer :
- la télévision comme loisir privilégié ;
- la rareté des bibliothèques ;
- le prix du livre ;
- le manque de professionnels dans le secteur du livre, obligeant les éditeurs à couvrir la totalité des étapes, ce qui réduit la marge de profit[16] ;
- la censure et l'obligation d'une relecture (pouvant prendre 2 à 8 mois) de chaque manuscrit avant l'autorisation de l'impression ainsi que l'interdiction à la vente de nombreux ouvrages[16],[17].

Enfin le droit d'auteur n'est pas respecté, rendant difficile la professionnalisation des écrivains, voulant vivre de leurs écrits.

### Depuis 2011 et la guerre: révolution,guerre, exil
La période de la révolution et la guerre civile syrienne (2011-), des exactions de l’organisation État islamique (2014-2019, Daech) et des réfugiés de la guerre civile syrienne (notamment lors de la crise migratoire en Europe de 2015) est notamment propice à une littérature engagée, de propagande ou de témoignage. Des situations particulières, telle celle des Yézidis ou des populations assiégées par exemple, relève de ce travail de documentation et d'information, qui peut être plus efficacement mené par le reportage, photographique ou vidéographique.
En raison de la répression puis du conflit, plusieurs écrivains s'exilent et poursuivent une activité artistique depuis l'étranger, comme Rosa Yassin Hassan, Nihad Sirees, Yassin al Haj-Saleh en Turquie, Fadwa Souleimane, Samar Yazbek ou Omar Youssef Souleimane en France, même si leurs livres sont interdits à la distribution en Syrie.
Des actions sont également menées pour garder trace des créations artistiques et littéraires pendant cette période, comme le site collectif Creative Memory, qui recense les différentes formes d'art qui voient le jour pendant la période révolutionnaire, ou l'Association des écrivains syriens, créée début janvier 2012 et basée à Londres. Pour l'historien et éditeur Farouk Mardam-Bey, « Le soulèvement a réintroduit la politique en Syrie, et les écrivains y contribuent. Aujourd’hui, et c’est nouveau, les Syriens parlent, jusqu’à la cacophonie ; de leurs problèmes, de leurs histoires, de ce qu’ils ont caché pendant très longtemps, qu’ils n’osaient pas dire. ».
Depuis 2013, les régions nord et nord-est du pays à majorité kurdes (Rojava / Kurdistan occidental) acquièrent une administration autonome de Damas, ce qui permet l'apparition de projets de publication en langue kurde, malgré une interdiction en usage depuis les années 1960.

### Thèmes spécifiques

#### La prison
La littérature carcérale syrienne, introduite notamment par Moustafa Khalifé, Aram Karabet et Yassin al-Haj Saleh, (prisonniers politiques durant plusieurs années), a été étudiée par ce dernier dans ses Récits d’une Syrie oubliée. Sortir la mémoire des prisons, publié en France par Les Prairies ordinaires, en 2015,.
En 2016, Rosa Yassin Hassan dans un article publié dans Libération fait de la littérature carcérale une « expérience nationaliste », une vision de l'histoire par les marginaux remettant en cause la réalité de la version officielle. De nombreux témoignages sur les conditions de détention en Syrie, mais également des récits littéraires, des illustrations et poésies d'anciens détenus d'opinion, hommes et femmes, figurent dans des ouvrages littéraires, en lien avec la littérature carcérale syrienne,.

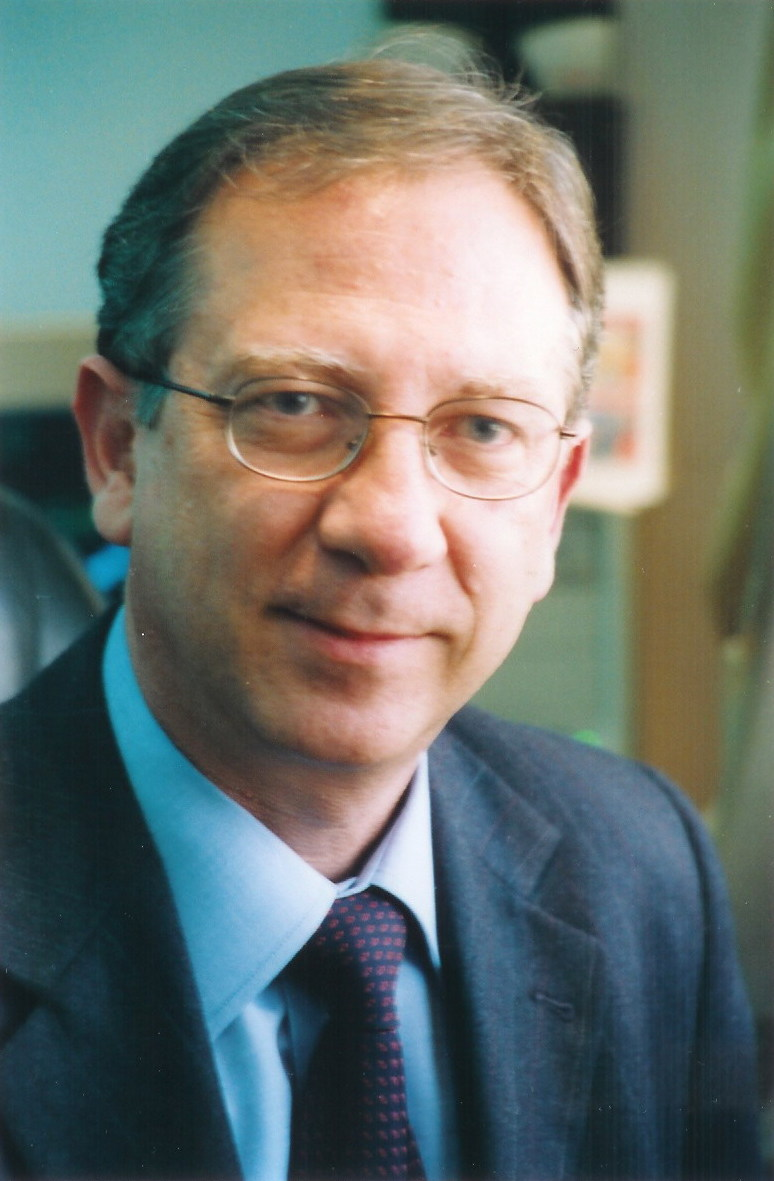
Riad Ismat
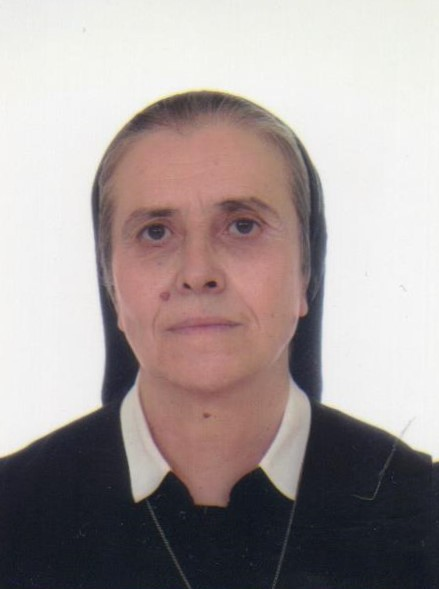
Mariam Faransis
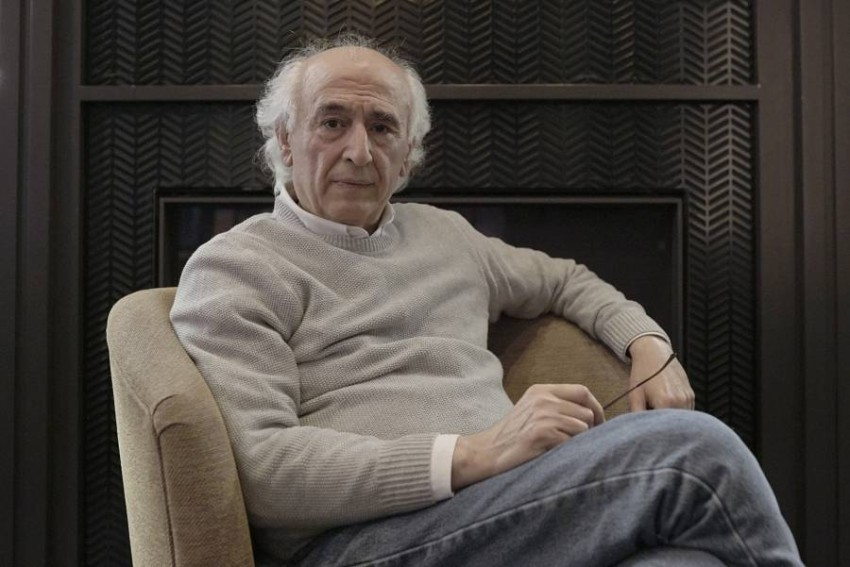
Khalil Alrez
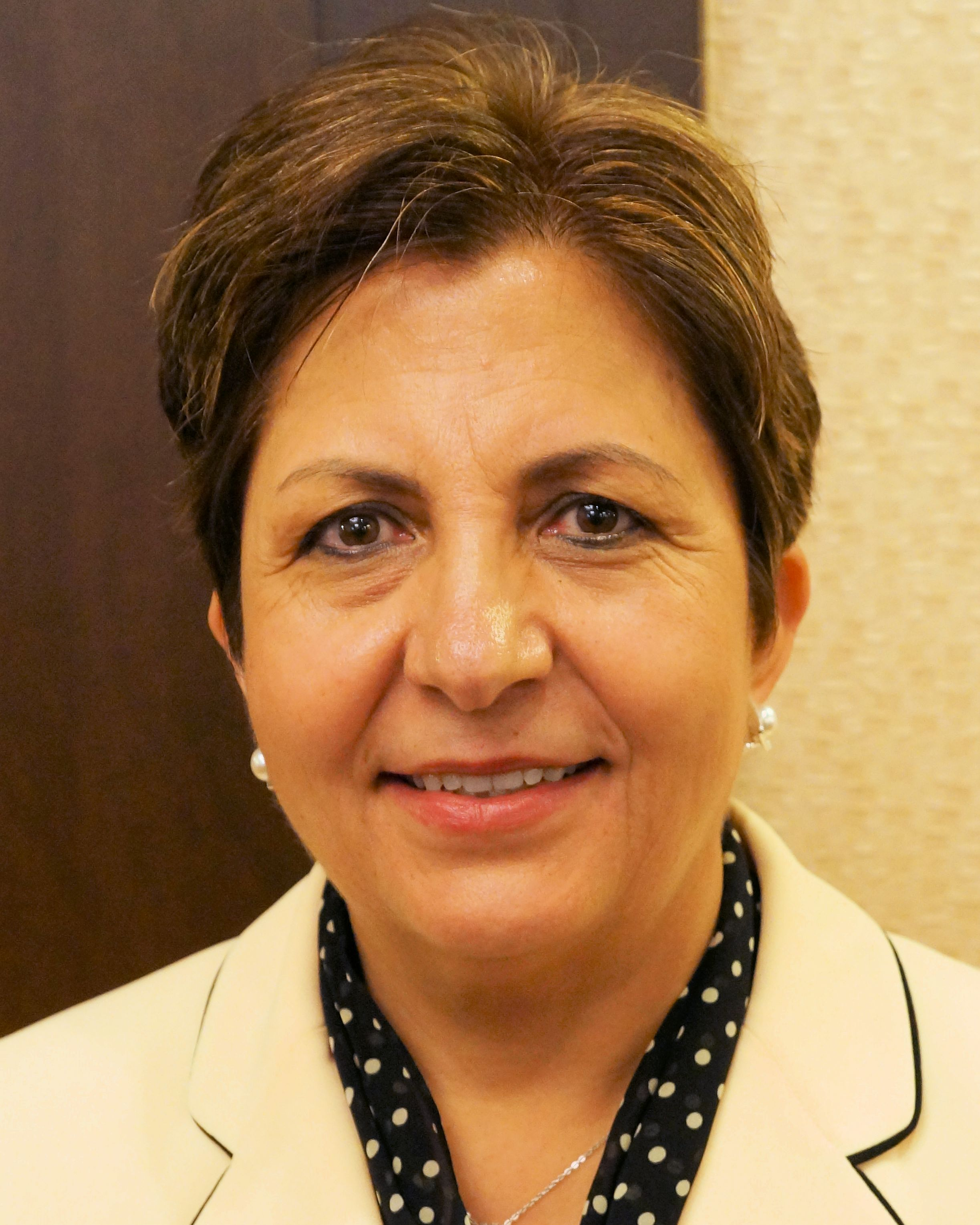
Wafa Sultan
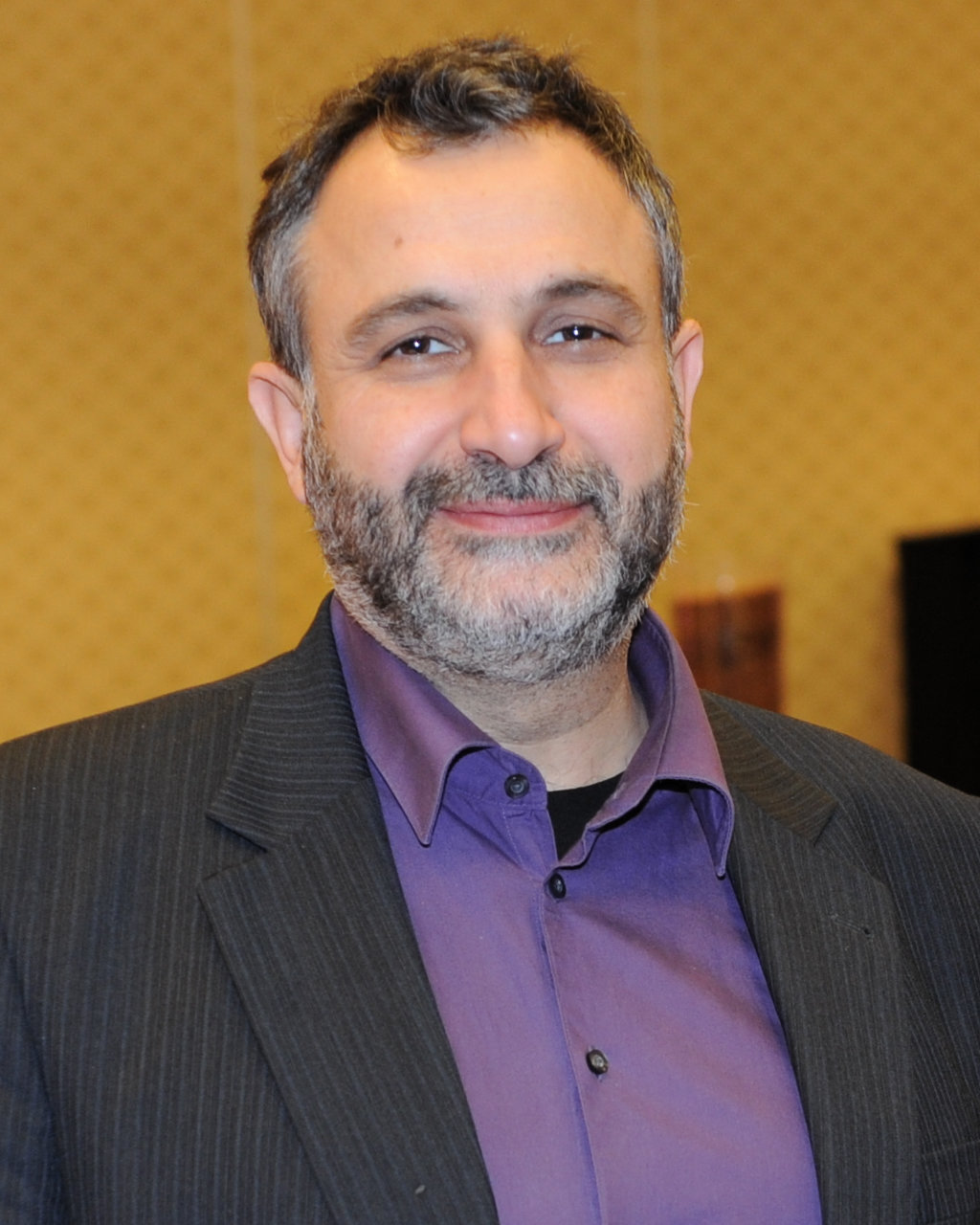
Tarafa Baghajati
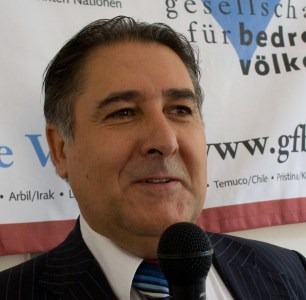
Kamal Sido
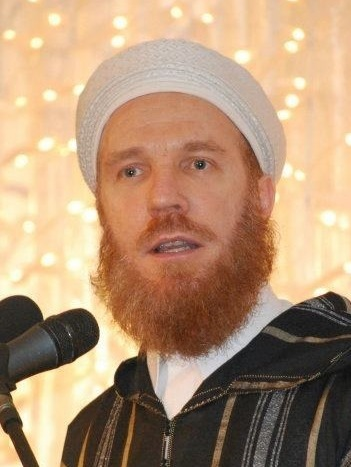
Muhammad al-Yaqoubi
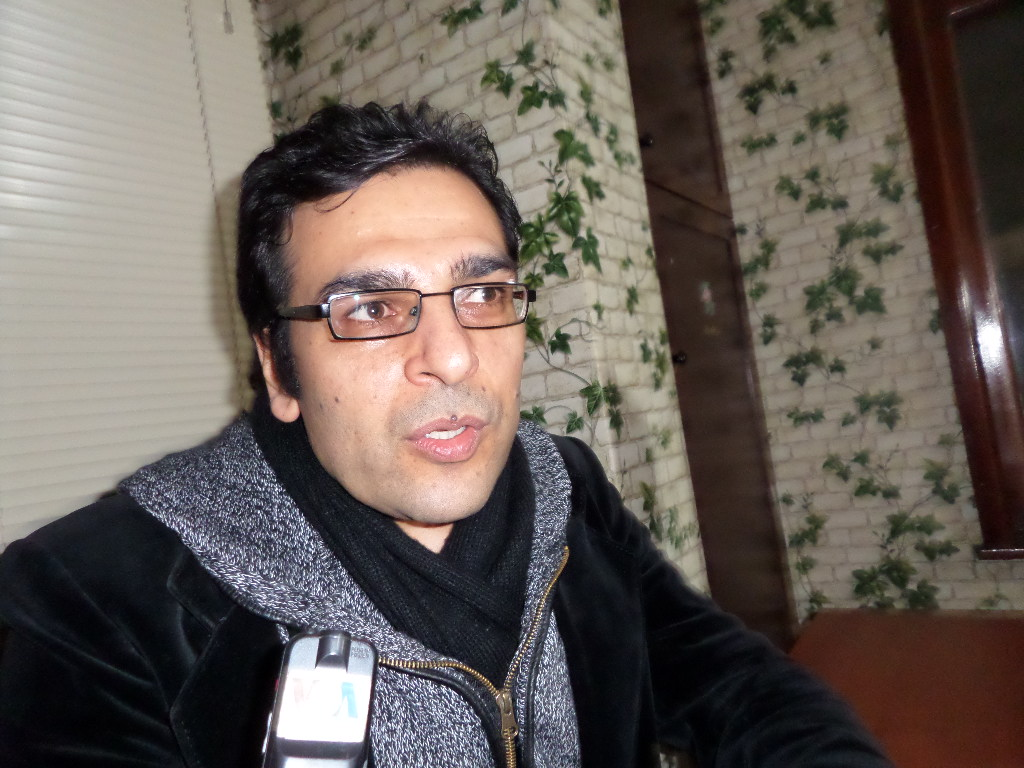
Helîm Yûsiv
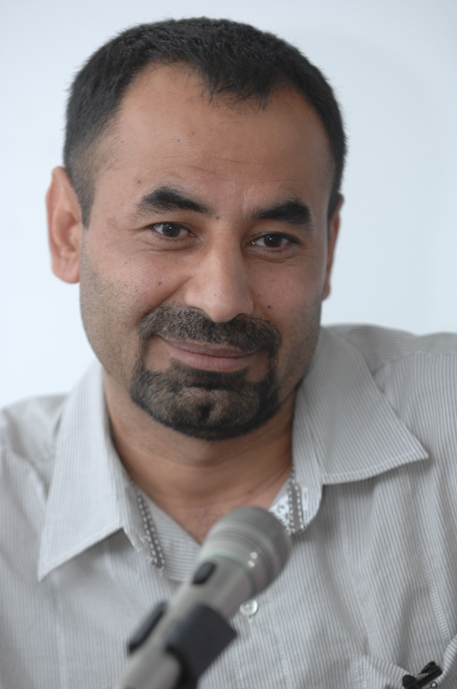
Khalaf Ali Alkhalaf
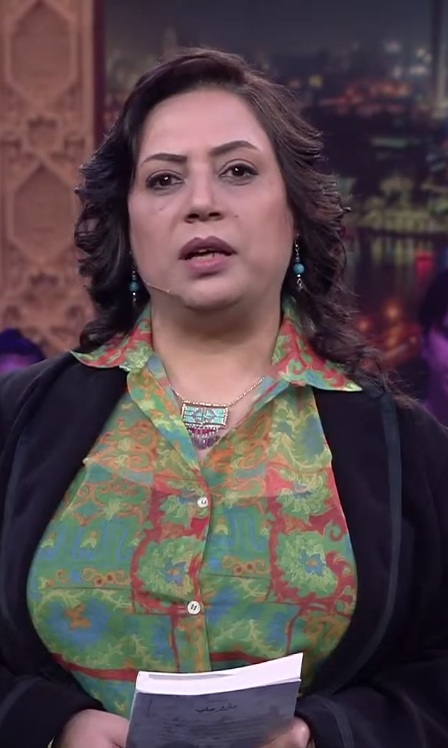
Maha Hassan
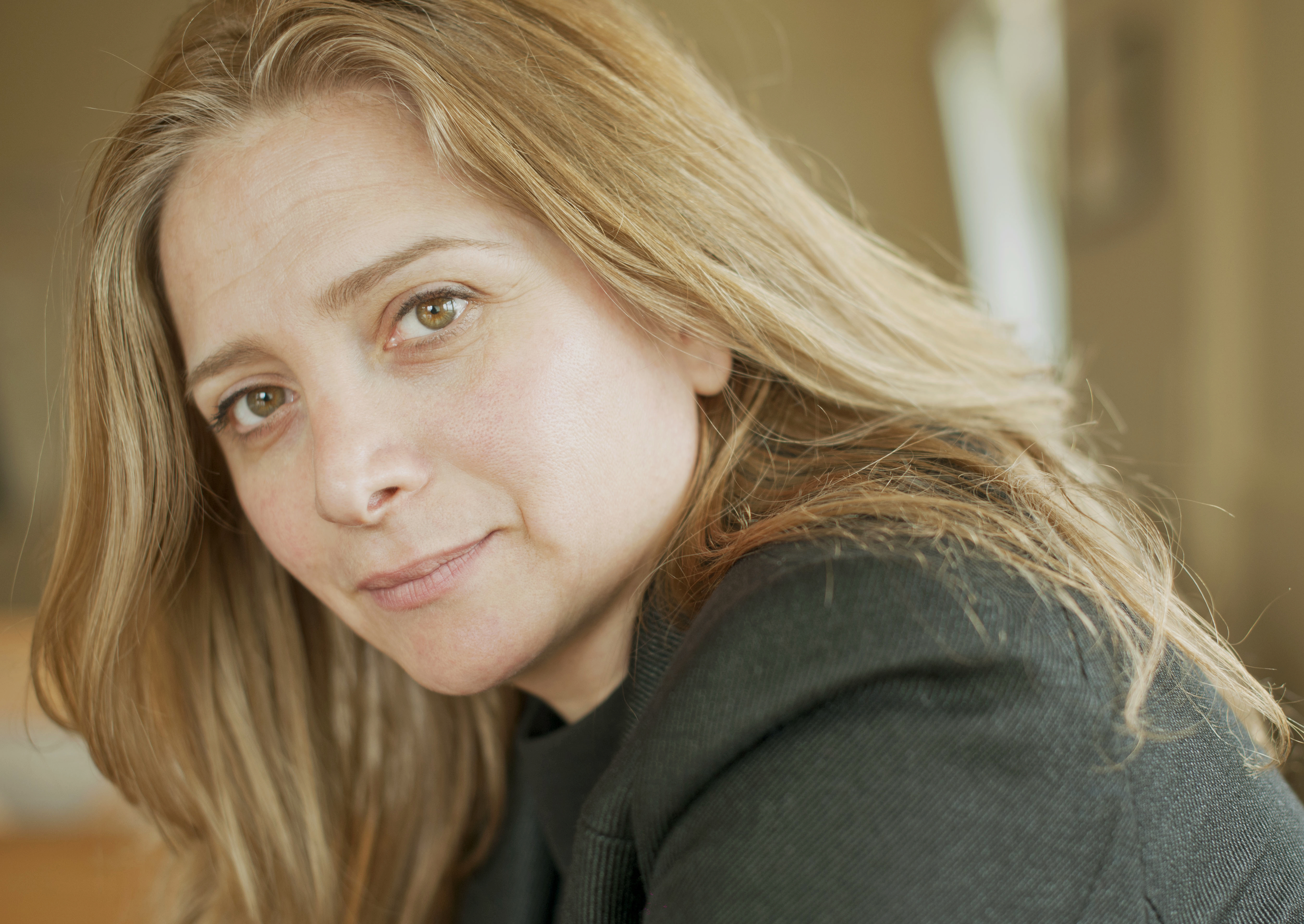
Samar Yazbek
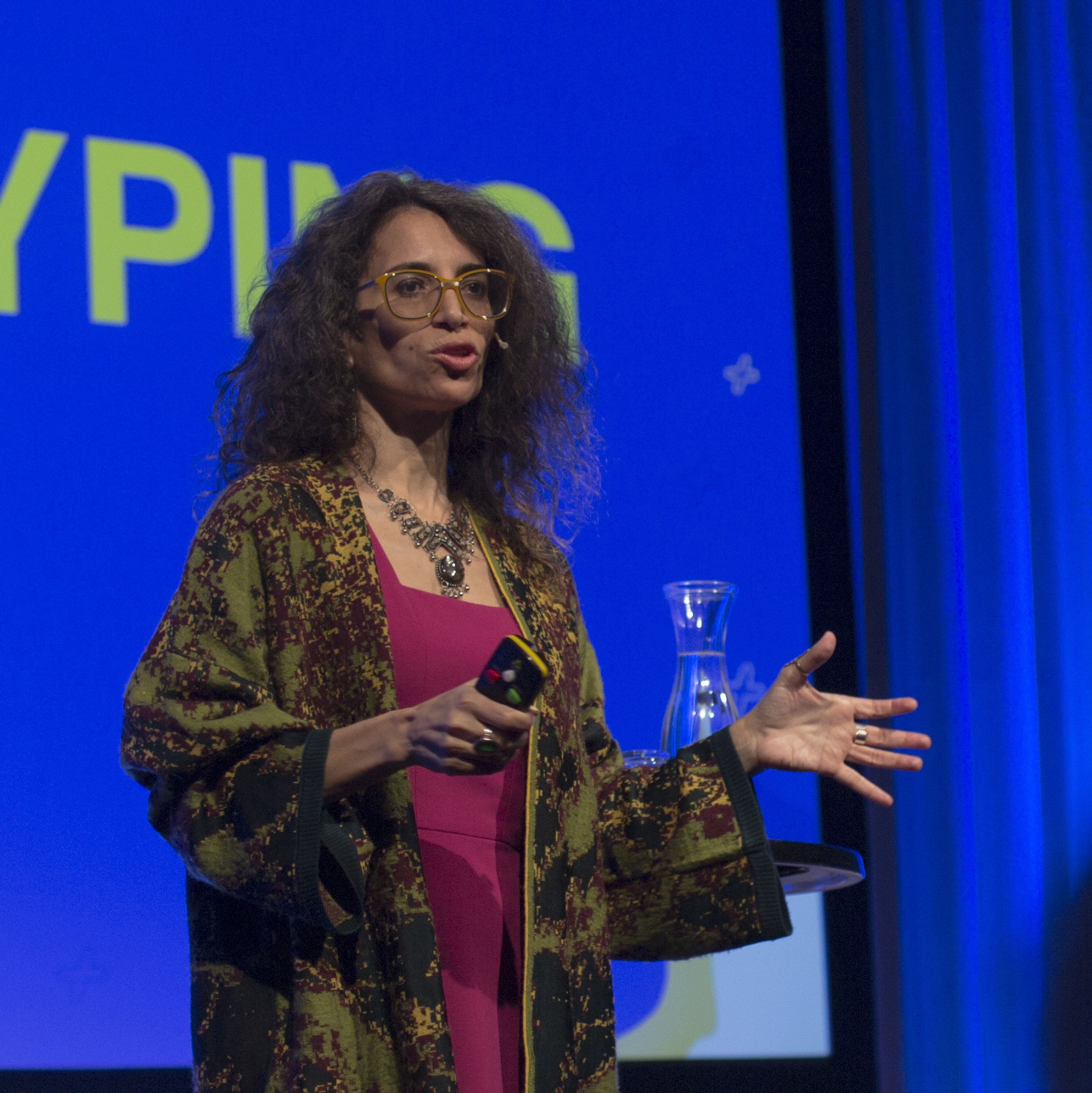
Dima Khatib
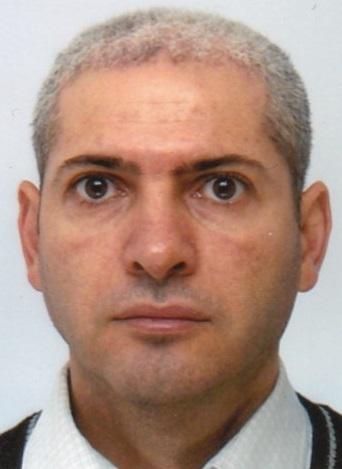
Mohamed Ali Abdel Jalil
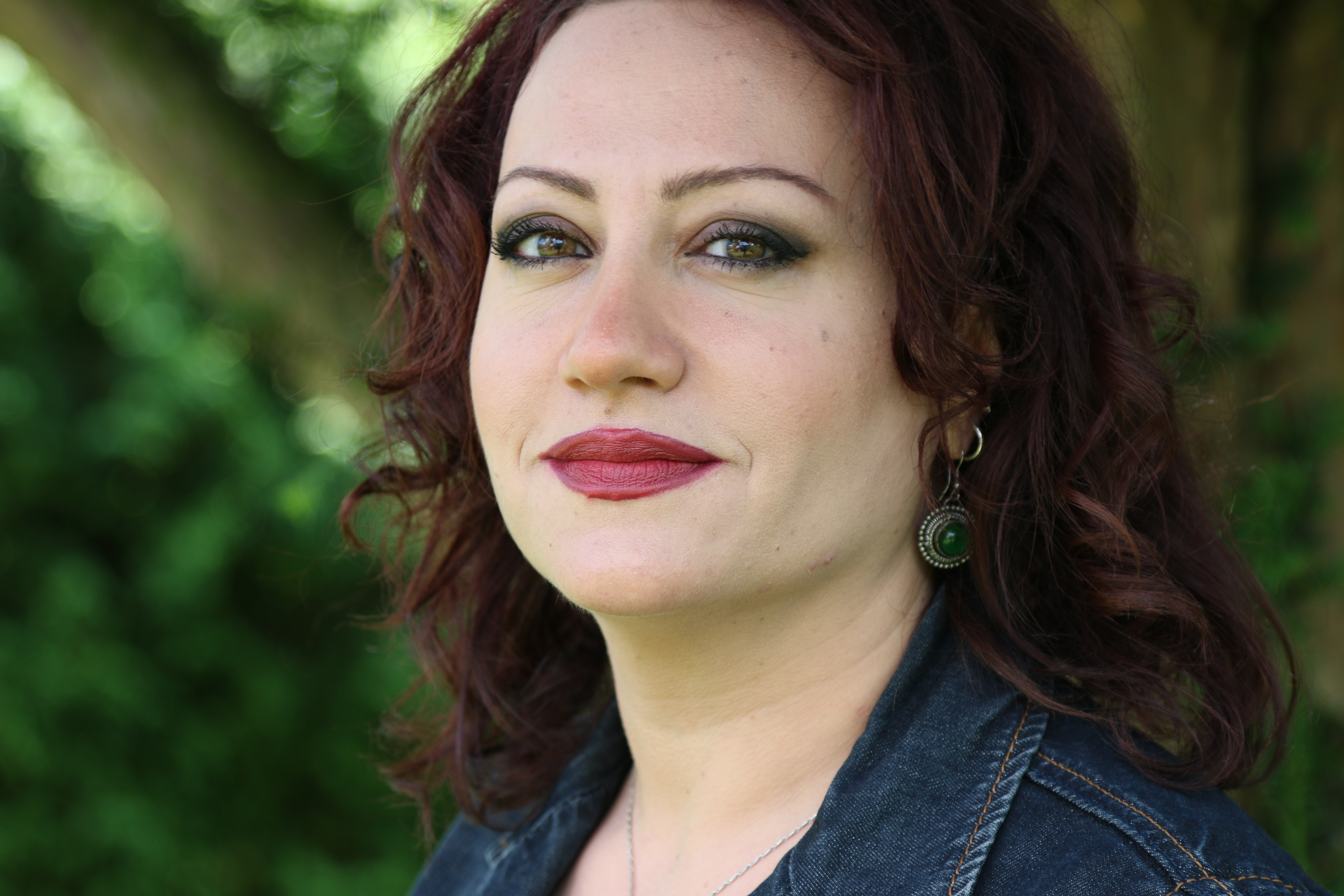
Rosa Yassin Hassan

## Synthèses

### Auteurs
- Écrivains syriens, Liste d'écrivains syriens
- Écrivains syriens par genre
  - Poètes syriens
  - Poétesses syriennes
  - Écrivains syriens francophones
  - Femmes de lettres syriennes (en)
  - Blogueurs syriens

### Œuvres
- Romans syriens

### Institutions
- Association des écrivains syriens
- Académie arabe de Damas (1918)
- Union des écrivains arabes (en) (1969)
- Salons et sociétés littéraires féminines dans le monde arabe (en)

#### Prix littéraires
- Prix du livre Cheikh Zayed
- en poésie : Al Owais Award (en), Million's Poet (en), Prince of Poets (en)

## Histoire
- Histoire de la Syrie, Histoire de Damas

La Syrie, dans ses frontières actuelles, appartient à un ensemble plus vaste, géographique, climatique, économique, culturel : Levant, Machrek, Bilad el-Cham, Syrie historique, Proche-Orient, voire Asie de l'Ouest, Moyen-Orient.
Le Levant (en arabe : المشرق ou بلاد الشام, en hébreu : לבנט, en araméen : ܐܬܪܘܬܐ ܕܫܐܡ) désigne traditionnellement en français les pays bordant la côte orientale de la mer Méditerranée : en premier lieu la Syrie, ainsi que le Liban (les États du Levant au sens français) ; mais la région du Levant inclut également  la Palestine, Israël , la Jordanie, l'Anatolie, la Mésopotamie et l'Égypte.
Le néolithique du Proche-Orient est celui du croissant fertile, essentiel dans l’histoire de la culture des céréales et de la domestication. Le Proche-Orient ancien connaît de nombreuses périodes de prospérité économique et culturelle, entrecoupées de batailles entre peuples voisins, en constante évolution (déplacement semi-nomade, commerce, incursion, invasion, migration).

### Antiquité
Dans la grande région, les langues véhiculaires les plus évidentes sont
- le sumérien (emesal puis émegir), à écriture cunéiforme),
- puis les langues sémitiques, éblaïte, akkadien (et ses variantes : babylonien, assyrien),
- et les langues cananéennes : ougaritique, phénicien, araméen, amorrite, hébreu, ammonite, moabite, édomite, judéo-araméen, nabatéen (169-106), arabe...

Mais aussi :
- le hittite (royaumes néo-hittites (1180-700) ou syro-hittites),
- les langues indo-iraniennes :
  - hourrite (royaumes des Hourrites vers 2000-1500), mittanien (royaume de Mittani (vers 1500-1300)),
  - vieux perse (Achéménides (538-333), parthe et moyen perse (Empire parthe (de -247 à +224, Sassanides (224-651)),
- les langues indo-européennes :
  - grec ancien à l’époque hellénistique (333-169) : Alexandre le Grand, Séleucos Ier Nicator, Séleucides, Tétrapole syrienne hellénistique (Antioche, Laodicée (Lattaquié), Doura Europos, créées vers -300), Décapole (de -63 à 106), Palmyre (au moins de  -40~ à +273) et Empire palmyrénien ((260-273) également en araméen palmyrénien,
  - latin à l’époque romaine (Syrie romaine (de -64 à 197), Gaulanitide (Golan), Syrie-Phénicie romaine (197-630~), dont Publilius Syrus (85-43)
  - arménien (Royaume d'Arménie (de -190 à +428)...

Il n'apparaît pas qu'il y ait eu de littérature antique spécifiquement syrienne. Par contre ont existé diverses littératures antiques (littérature sumérienne, littérature mésopotamienne, littérature sapientiale dans le Proche-Orient ancien, littérature grecque antique, littérature latine, etc.), dont certains écrits peuvent concerner en partie des réalités syriennes antiques, et dont certains auteurs ont pu être syriens.
Dans la grande région, le judaïsme, religion du Livre (Bible hébraïque), est une réalité antique et proche (220 km entre Jérusalem et Damas) : histoire de l'Israël antique, Canaan, Galilée, Judée, royaume de Juda, Exil babylonien (586-539), judaïsme hellénistique (333-164), révolte des Maccabées (175-140), province romaine de Judée, etc.
Au plus tard à la période romaine, commence l'histoire des Juifs en Syrie (en), surtout après la première guerre judéo-romaine (66-73), puis la révolte de Bar Kokhba (132-135), avec l’installation de communautés, ce dont témoigne la synagogue de Doura Europos, permettant ainsi à des textes juifs de garder aussi quelque trace d’une Syrie disparue.

### Syrie pré-islamique christianisée (30-638)
Le christianisme primitif, autre religion du Livre (Bible chrétienne, Ancien Testament, Nouveau Testament) se développe, en diverses langues (hébreu, araméen, grec, etc.). La communauté juive de Damas, alors forte d’environ 10 000 adeptes, et dirigée par un ethnarque, est exposée à l’évangélisation, ce qui motive l’épisode du chemin de Damas de Paul de Tarse : conversion de Paul, Ananie de Damas, première Église de Jérusalem.
Le christianisme dans le monde romain, minoritaire (40), interdit (112), condamné (Discours véritable, Contre les galiléens), pourchassé, persécuté, puis toléré (édit de Milan (313)), édit de Thessalonique (380)), puis à peu près religion d'État, est sans doute majoritaire, au moins en Syrie, dès le IVe siècle.
On voudrait croire que, peu à peu, les cultes païens, araméens ou arabes, sont remplacés par la foi chrétienne, du christianisme primitif. La réalité paraît plus complexe : paganisme, superstition et syncrétisme dans un Empire chrétien.
Toujours est-il que le christianisme en Syrie est ancien, varié, riche : titre de Nazôréen, Église de l'Orient, liste des monastères de Syrie (dont le monastère Saint-Siméon-le-Stylite), villages antiques du Nord de la Syrie, saints syriens, Pères apostoliques, Pères du désert (Égypte, Palestine, Syrie), centres religieux d’Antioche, Damas, Émèse (Homs), et débats théologiques (dont concile de Séleucie-Ctésiphon (410), concile de Beth Lapat (484)). Parmi les courants, sectes, schismes et parfois hérésies : arianisme, chalcédonisme, docétisme, ébionisme, monophysisme (miaphysisme), nestorianisme ( Rabban Bar Sauma (1225-1294), Yahballaha III (1244-1317)), Melchites, Elkasaïtes, Jacobites, Nazôréens (secte)...
Dans la région (particulièrement en survie difficile en Tur Abdin, province de Mardin (Turquie)), la littérature syriaque (en néo-araméen) atteste d’une recherche idéologique, spirituelle et théologique. Les actuelles Église syriaque orthodoxe (Jacobites, dont Dionysius Bar Salibi (?-1171)) et Église catholique chaldéenne (chaldéens), par exemple, en témoignent encore.
Parmi les papes d’origine syrienne : Anicet, 11e pape (~155-166~), Jean V, 82e pape (685-686), Serge Ier, 84e pape (687-701) Sisinnius (708), Constantin, 88e pape (708-715), Grégoire III, 90e pape (731-741).
Parmi les auteurs religieux chrétiens, de langue syriaque ou grecque : Ignace d'Antioche, Jean Mansûr (Saint Jean Damascène), (654-750), mais aussi théologiens nestoriens, liste des primats de l'Église apostolique assyrienne de l'Orient, école théologique d'Édesse (363-489), école théologique de Nisibe (450-650)...
Autres personnages syriens célèbres de cette époque : empereurs romains d’origine syrienne : Élagabal (218-222), Sévère Alexandre (222-235), Philippe l'Arabe (244-249), mais aussi Apollodore de Damas (50-129, architecte de l'empereur Trajan), Julia Domna (deuxième épouse de l'empereur romain Septime Sévère), Septimia Bathzabbai Zénobie (reine de Palmyre de 267 à 272), Libanios (314-393, rhéteur)...

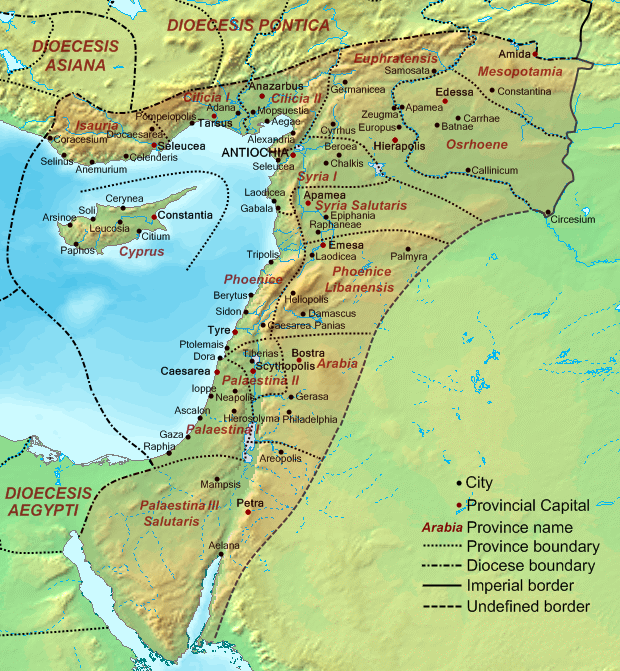
Préfecture du prétoire d'Orient, ou Diocèse d'Orient, vers 400.

La littérature reconnue est surtout (latine ou) grecque. Les ouvrages (en grec) de Flavius Josèphe, l’historiographe romain juif d'origine judéenne du Ier siècle, fournissent un éclairage nécessaire sur la période en proche Judée romaine.
Le judaïsme sous toutes ses formes se maintient en Syrie-Jordanie : judéo-christianisme, sabéisme, Sadducéens , Samaritains (au moins jusqu’aux révoltes samaritaines), et autres Minim.
Les échanges commerciaux entre la Rome antique et l'Inde et la Chine, par routes commerciales caravanières et maritimes, passent par le Proche Orient, et la Syrie, vers les ports du Levant, de Gaza à Antioche.
Les Ghassanides (220-638), arabes chrétiens, dirigent un état vassal de l’Empire romain, tout comme les Lakhmides (300-602) plus au Sud.
Après la division de l'Empire romain, la Syrie est rattachée à l'Empire romain d'orient en 395. L’Empire byzantin  (330-1453), c’est aussi l’art byzantin, la littérature byzantine.

### Syrie islamisée (638-1516)
L’expansion de l'islam, autre religion du Livre (Coran), passe par les longues guerres arabo-byzantines (634-1180), la rapide conquête musulmane du Levant ou conquête de la Syrie romaine (634-638) et les croisades (1095-1291).
Le Moyen Âge européen correspond à l’Âge d'or de l'Islam : culture islamique, sciences arabes, arts de l'Islam, architecture islamique, géographie et cartographie dans le monde arabo-musulman médiéval, historiographie de l'islam et du Coran, littérature de langue arabe.
Les Mille et Une Nuits sont un des sommets de la littérature indo-perso-arabe, non syrien.
Parmi les textes syriens renommés : Kitab al-I'tibar (en) d'Oussama Ibn Mounqidh (1095-1187).
La Syrie (entre autres) connaît divers califats et/ou dynasties régionales (et un intermède chrétien européen) :
- Rachidoune  Califes bien guidés (632-661),
- Omeyyades (661-750), avec Damas pour capitale, art omeyyade,
- Abbassides (750-1258), avec Bagdad pour capitale, art abbasside,
- Fatimides : 968-1075, art fatimide,
- Seldjoukides : 1075-1174, art d'Égypte et de Syrie des Fatimides aux Mamelouks,
- Croisés : 1096-1187, États latins d'Orient (1098-1291) et Royaume de Chypre (1192-1489),
- Ayyoubides : 1174-1259,
- Mamelouks : 1255-1516-1517, art mamelouk.

Aux marges, d’autres langues véhiculaires coexistent :
- arménien : Royaume arménien de Cilicie 1080-1375, art arménien,
- moyen perse (en alphabet perso-arabe) : Houlagides  de l’Ilkhanat de Perse (1256-1335), Djalayirides (1336-1432), Timourides (1370-1507), art timouride
- langues turciques, dont le tchaghataï : Moutons noirs turcomans  (Qara Qoyunlu, 1375–1469) et Moutons blancs turcomans (Aq Qoyunlu, 1378-1508), art turkmène ; dynastie persane turcophone des Séfévides (1501-1736), art safavide.

Il semble bien que la Syrie devienne rapidement arabe et musulmane, mais sans exclusive.
Dans des États sous gouvernance musulmane, le système juridique islamique peut accorder le statut de dhimmi à certaines communautés (juive, chrétienne, etc.), leur permettant de participer à la vie collective et à son épanouissement, même si des difficultés socio-économiques peuvent transformer cette tolérance en stigmatisation et persécution, comme dans des États sous gouvernance non musulmane : persécution des Juifs pendant la première croisade, expulsion des Juifs, pogrom, antijudaïsme, persécution des chrétiens dans la Rome antique.
Parmi d’autres, Benjamin de Tudèle (1130-1173) témoigne de ces interactions. Et les Radhanites participent au commerce international, selon le Livre des Routes et des Royaumes de Ibn Khordadbeh (vers 820-885), particulièrement par la route de la soie, éventuellement en relation avec les Khazars. Aharon ben Moshe ben Asher est l'auteur du Codex d'Alep (910-930).
Parmi les minorités musulmanes non sunnites : le chiisme duodécimain des Alaouites, le soufisme chiite des Qizilbash, et l'ismaélisme chiite des Qarmates et d'une partie des Kurdes.

### Syrie ottomane (1516-1922)

Syrie ottomane, vers 1900

L’Empire ottoman (1299-1922) est en expansion et aux portes de la Syrie, qui est conquise par le sultan ottoman Sélim Ier en 1516. L’époque moderne (XVIe siècle-XIXe siècle) est ottomane.
La Syrie ottomane est d'abord gérée et divisée en provinces administratives ou pachaliks : pachalik de Damas (1599-1864), pachalik d'Alep (1599-1864), pachalik de Tripoli (1579–1864), eyalet de Raqqa (1586–1864), eyalet de Sidon (1660-1864).
Les lieux de référence extérieurs sont principalement Le Caire, Alexandrie, Chypre (Nicosie et Famagouste), et Istanbul. Les relations avec les puissances européennes passent par les ports (Beyrouth, et au Nord Antélias, Byblos (Jbail), Batroun, Chekka, Anfeh, Tripoli, Lattaquié (Laodicée de Syrie) (et encore Alexandrette), et au Sud Sidon (Saïda), Tyr (et encore Saint-Jean-d'Acre)), avec le reste de l'Empire ottoman, les républiques maritimes (Amalfi, Ancône, Gênes, Raguse, Venise), mais aussi la France avec Marseille. Seules sont concernées (pour l'Europe) les échelles du Levant (à la suite de diverses capitulations (conventions avec l’Empire ottoman). Il s'agit, en Méditerranée orientale, de Constantinople, Smyrne, Échelle Neuve (côte d'Anatolie), Alep (et son port Alexandrette), Seyde (Sidon), Tripoli de Syrie (actuel Liban), les îles de Chypre, Chios, Tinos, Paros, Naxos, en connexion avec les autres comptoirs italiens en mer Noire et en Méditerranée.
La culture de l'Empire ottoman, c’est les sciences et techniques dans l'Empire ottoman, l’art ottoman.
La langue religieuse demeure l’arabe, la  langue administrative, commerciale et véhiculaire est le turc ottoman.
La littérature turque de la période ottomane est globalement de bonne qualité.
Des trois premiers siècles assez agités de la Syrie sous l'Empire ottoman, il reste trop peu d’informations pour inférer une littérature syrienne particulière, autre que dynastique ou religieuse. On évoque surtout une sérieuse censure.

### XIXesiècle: Nahda
La littérature arabe moderne commence, (après la Campagne d'Égypte de Napoléon en 1798-1801), avec la nahda ( éveil, essor, envol, renaissance), liée à la décomposition politique de l’Empire ottoman, au moment de réinvention identitaire du monde arabe qui l’accompagne, au pouvoir en Égypte de Méhémet Ali (1805-1848), à l'ère des réformes (tanzimat (1839-1878)) dans l'Empire ottoman, au mouvement réformiste musulman, et à un renouveau durable de la langue et de la culture arabes.
Tout au long du XIXe siècle, l'ottomanisme, nationalisme ottoman pluriethnique, multiculturel, multiconfessionnel avec prééminence musulmane, reste majoritaire dans le monde arabe. Le nationalisme arabe semble plus tardif.
Une présence française en Égypte et en Syrie existe en raison des grands travaux de Méhémet Ali, vice-roi d’ Égypte de 1805 à 1848, et de ses successeurs, dont le barrage du Caire, achevé en 1835.
Au Canal de Suez sont associés les noms des ingénieurs français Louis Linant (1798-1883), Charles Joseph Lambert (1804-1874), Ferdinand de Lesseps (1805-1894), Eugène Mougel Bey (1808-1890), avec le soutien d’Ismaÿl Urbain (1812-1884) et Prosper Enfantin (1864-1896).
Pour la Syrie, il s’agit entre autres de la route de Beyrouth à Damas (1857-1863) (par le comte de Perthuis de Laillevault) et du chemin de fer de Beyrouth à Damas (1891-1895).
Le massacre de Damas (et au Mont Liban) en 1860, et les interventions de l’émir Abdelkader ibn Muhieddine (1808-1883) pour la protection des chrétiens, motivent l’expédition française en Syrie (1860-1861), et diverses réorganisations ottomanes : moutassarifat du Mont-Liban (1861-1918), vilayet de Syrie (1865-1918), vilayet d'Alep (1867-1918), moutassarifat de Jérusalem (1872-1917), vilayet de Beyrouth (1888-1917). C'est aussi la première grande vague de diaspora syrienne, particulièrement chez les écrivains, vers l’Égypte d’abord, puis vers l'Amérique, surtout du Sud (Brésil, Argentine, Colombie) mais aussi du Nord (Mexique, États-Unis, Canada).
Le déclin de l'Empire ottoman s’accentue avec Abdülhamid II (1876-1908).
Le statut de dhimmi est maintenu, dans le cadre du millet (minorité non musulmane protégée mais contrainte).
L’Histoire des Juifs en terre d'islam, pour la Syrie, concerne les Juifs Mizrahim, dont les Juifs syriens. Une grande partie sont des Moustarabim, Juifs arabisés, rejoints par les Juifs expulsés d’Espagne en 1492) à Alep, Damas, et Qamichli (Kurdistan syrien, Histoire des Juifs au Kurdistan), pour la plupart capables de lire et écrire, et dont des écrits sont parvenus jusqu'au présent.
Parmi les écrivains :
- Abdelkader ibn Muhieddine (1808-1883), Rappel à l'intelligent. Avis à l'indifférent[32],Le livre d'Abd-el-Kader intitulé : Rappel à l'intelligent, avis à l'indifférent : Considérations philosophiques, religieuses, historiques, etc.
- Boutros al-Boustani (1819-1883), traducteur, linguiste, nationaliste, chrétien, maronite
- Francis Marrache (1835-1874), médecin, poète, essayiste, melchite
- Abdallah Marrache (1839-1900), commerçant, poète
- Mariana Marrache (1848-1919), poétesse
- Kostaki Homsi (1858-1941), poète, critique

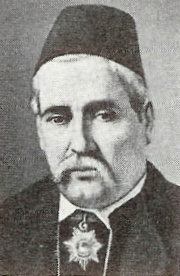
Boutros al-Boustani
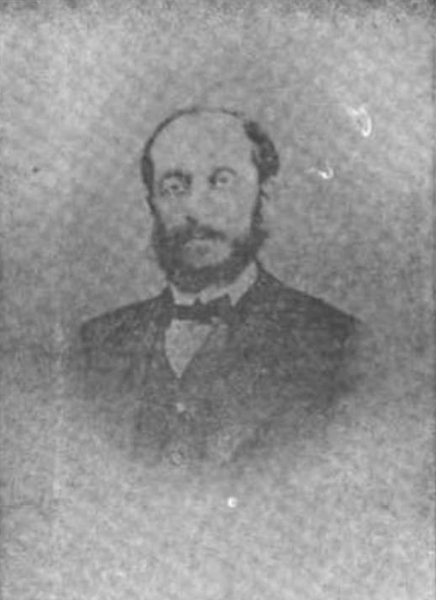
Francis Marrache
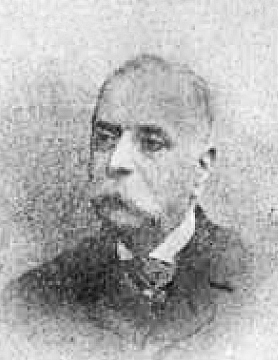
Abdallah Marrache
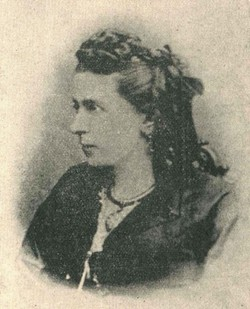
Mariana Marrache
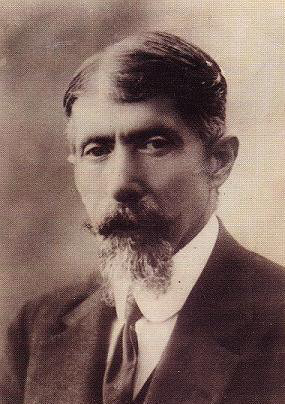
Kostaki Homsi